# Mamit (Distrikt)
Der Distrikt Mamit ist ein Distrikt im indischen Bundesstaat Mizoram. Verwaltungssitz ist die gleichnamige Stadt Mamit.

## Geografie
Der Distrikt Mamit liegt im Nordwesten Mizorams an der Grenze zu den indischen Bundesstaaten Assam und Tripura und Bangladesch. Die Fläche des Distrikts beträgt 3025 Quadratkilometer. Nachbardistrikte sind Kolasib im Nordosten, Aizawl im Osten sowie Lunglei im Süden. Im Südwesten und Westen grenzt der Distrikt an Bangladesch, im Westen und Nordwesten an Tripura und im Norden an Assam.

## Geschichte
Im späten 19. Jahrhundert eroberten die Briten die Region und das Gebiet wurde ein Teil von Assam. Im Zweiten Weltkrieg lag es nahe der Front zwischen Briten und Japanern. Nach der indischen Unabhängigkeit vollzog Assam 1949 den Anschluss an Indien. Später wurde Assam in verschiedene Bundesstaaten aufgesplittert und das Gebiet ein Teil des neuen Bundesstaats Mizoram. Der Distrikt gehörte ursprünglich zum Distrikt Mizo. Dieser wurde 1976 in die drei neuen Distrikte Aizawl, Chhimtuipui und Lunglei aufgespalten. Mamit war Teil des Distrikts Aizawl. Im Jahr 1998 wurde der damalige Distrikt Aizawl in die neuen Distrikte Aizawl, Champhai, Kolasib, Mamit und Serchhip aufgeteilt. Seither ist der Gebietsstand unverändert geblieben.

## Bevölkerung
Nach der Volkszählung 2011 hat der Distrikt Mamit 86.364 Einwohner. Bei 29 Einwohnern pro Quadratkilometer ist der Distrikt nur dünn besiedelt. Der Distrikt ist überwiegend ländlich geprägt. Von den 86.364 Bewohnern wohnen 71.465 Personen (82,75 %) auf dem Land und 14.899 Menschen in städtischen Gemeinden.
Der Distrikt Mamit gehört zu den Gebieten Indiens, die fast gänzlich von Angehörigen der „Stammesbevölkerung“ (scheduled tribes) besiedelt sind. Zu ihnen gehörten (2011) 82.080 Personen (95,04 Prozent der Distriktsbevölkerung). Zu den Dalit (scheduled castes) gehörten 2011 nur 51 Menschen (0,06 Prozent der Distriktsbevölkerung).

### Bevölkerungsentwicklung
Wie überall in Indien wächst die Einwohnerzahl im Distrikt Mamit seit Jahrzehnten stark an. Die Zunahme betrug in den Jahren 2001–2011 fast 38 Prozent (37,56 %). In diesen zehn Jahren nahm die Bevölkerung um mehr als 23000 Menschen zu. Im Jahr 2001 war die Einwohnerschaft des Distrikts gegenüber 1991 gesunken. Grund war der Krieg zwischen indischen Truppen und maoistischen Rebellen, die zur Flucht eines Teils der Bevölkerung in sicherere Gebiete führte. Die Entwicklung verdeutlicht folgende Tabelle:

### Bedeutende Orte
Im Distrikt gibt es keine Orte mit mehr als 10000 Einwohnern. Statistisch gesehen gelten allerdings die drei Siedlungen Lengpui, Mamit und Zawlnuam als Städte (notified towns).

### Bevölkerung des Distrikts nach Geschlecht
Der Distrikt hatte – für Indien üblich – stets mehr männliche als weibliche Einwohner. Der Männerüberschuss war aber selbst für indische Verhältnisse überdurchschnittlich. Doch in den letzten Jahren sinkt der Männerüberschuss wieder. Bei den jüngsten Bewohnern (unter 7 Jahren) liegen die Anteile beider Geschlechter bei 50,51 % männlichen und 49,49 % weiblichen Geschlechts.
| Verteilung der Bevölkerung nach Geschlecht im Distrikt Mamit |                   |                   |                   |                   |                   |                   |                   |                   |                   |                   |
|                                                              | Volkszählung 1971 | Volkszählung 1971 | Volkszählung 1981 | Volkszählung 1981 | Volkszählung 1991 | Volkszählung 1991 | Volkszählung 2001 | Volkszählung 2001 | Volkszählung 2011 | Volkszählung 2011 |
| Anzahl                                                       | Anteil            | Anzahl            | Anteil            | Anzahl            | Anteil            | Anzahl            | Anteil            | Anzahl            | Anteil            |                   |
| GESAMT                                                       | 30.311            | 100 %             | 52.255            | 100 %             | 64.572            | 100 %             | 62.785            | 100 %             | 86.364            | 100 %             |
| Männer                                                       | 16.144            | 53,26 %           | 27.987            | 53,56 %           | 34.147            | 52,88 %           | 33.114            | 52,74 %           | 44.828            | 51,91 %           |
| Frauen                                                       | 14.167            | 46,74 %           | 24.268            | 46,44 %           | 30.425            | 47,12 %           | 29.671            | 47,26 %           | 41.536            | 48,09 %           |

### Bevölkerung des Distrikts nach Sprachen
Eine deutliche Mehrheit der Bevölkerung des Distrikts Mamit spricht eine tibetobirmanische Sprache. Auf die Hauptsprache Mizo/Lushai entfallen über 62 Prozent. Bedeutende Minderheitensprachen sind Chakma, Kokborok und Riang. Daneben gibt es Sprecher weiterer tibetobirmanischer Sprachen. Nur ein geringer Anteil der Einwohnerschaft – meist aus anderen Regionen zugewanderte Personen – spricht keine tibetobirmanische Sprache. Eine klare Mehrheit unter ihnen sind bengalischprachige Personen. Weitere Sprachen von Zugewanderten sind Hindi und Nepali (286 Personen). Es gibt allerdings starke Unterschiede bei der Verbreitung der Sprachen in den drei Teilgebieten. Im R.D. Block Reiek sind 16.857 Personen (94,34 Prozent der Bewohner) Mizo/Lushai. Der R.D. Block West Phaileng hat eine gemischte Bevölkerung. 9.180 Personen (43,08 Prozent der Bewohner) sind Mizo/Lushai, 7.260 Personen (34,07 Prozent der Bewohner) Chakma, 2.936 Personen (13,78 Prozent der Bewohner) Kokborok und 1.445 Personen (6,78 Prozent der Bewohner) Riang. Auch im R.D. Block Zawlnuam leben verschiedene Sprachgruppen. Dort sind 28.036 (59,41 Prozent der Bewohner) Mizo/Lushai, 6.817 Personen (14,45 Prozent der Bewohner) Kokborok, 5.902 Personen (12,51 Prozent der Bewohner) Chakma, 3.165 Personen (6,71 Prozent der Bewohner) Riang und 1.539 Personen (3,26 Prozent der Bewohner) Bengalis. Alle von mehr als 500 Personen gesprochene Sprachen zeigt die folgende Tabelle:
| Jahr                                   | Lushai | Lushai | Chakma | Chakma | Kokborok | Kokborok | Riang | Riang | Bengali | Bengali | Hindi | Hindi | Gesamt | Gesamt   |
| Jahr                                   | Zahl   | %      | Zahl   | %      | Zahl     | %        | Zahl  | %     | Zahl    | %       | Zahl  | %     | Zahl   | %        |
| -------------------------------------- | ------ | ------ | ------ | ------ | -------- | -------- | ----- | ----- | ------- | ------- | ----- | ----- | ------ | -------- |
| 2011                                   | 54.073 | 62,61  | 13.171 | 15,25  | 10.197   | 11,81    | 4.669 | 5,41  | 1.661   | 1,92    | 434   | 0,50  | 86.364 | 100,00 % |
| Quelle: Ergebnis der Volkszählung 2011 |        |        |        |        |          |          |       |       |         |         |       |       |        |          |

### Bevölkerung des Distrikts nach Bekenntnissen
Die tibetobirmanischen Bewohner sind in den letzten 100 Jahren fast gänzlich zum Christentum übergetreten. Die bedeutendsten Gemeinschaften innerhalb des Christentums sind die Presbyterianer (Reformierte), Baptisten und Katholiken. Die Chakma sind zu über 90 Prozent Buddhisten mit einer christlichen Minderheit. Die Hindus und Muslime bilden kleinere religiöse Minderheiten und sind hauptsächlich Zugewanderte aus anderen Regionen Indiens und aus Bangladesch. Die genaue religiöse Zusammensetzung der Bevölkerung zeigt folgende Tabelle:
| Jahr                                   | Buddhisten | Buddhisten | Christen | Christen | Hindus | Hindus | Jainas | Jainas | Muslime | Muslime | Sikhs | Sikhs | Andere | Andere | keine Angaben | keine Angaben | Gesamt | Gesamt   |
| Jahr                                   | Zahl       | %          | Zahl     | %        | Zahl   | %      | Zahl   | %      | Zahl    | %       | Zahl  | %     | Zahl   | %      | Zahl          | %             | Zahl   | %        |
| -------------------------------------- | ---------- | ---------- | -------- | -------- | ------ | ------ | ------ | ------ | ------- | ------- | ----- | ----- | ------ | ------ | ------------- | ------------- | ------ | -------- |
| 2011                                   | 12.328     | 14,27      | 69.104   | 80,01    | 2.989  | 3,46   | 25     | 0,03   | 1.782   | 2,06    | 13    | 0,02  | 19     | 0,02   | 104           | 0,12          | 86.364 | 100,00 % |
| Quelle: Ergebnis der Volkszählung 2011 |            |            |          |          |        |        |        |        |         |         |       |       |        |        |               |               |        |          |

## Bildung
Dank bedeutender Anstrengungen ist das Ziel der vollständigen Alphabetisierung näher gekommen. In den Städten können fast alle Menschen lesen. Auf dem Land immerhin mehr als 80 Prozent. Typisch für indische Verhältnisse sind die Unterschiede zwischen den Geschlechtern und der Stadt-/Landbevölkerung. Die Alphabetisierung liegt weit über dem indischen Schnitt.
| Alphabetisierung im Distrikt Mamit     |                   |                   |
| Einheit                                | Volkszählung 2011 | Volkszählung 2011 |
| Einheit                                | Anzahl            | Anteil            |
| GESAMT                                 | 60.191            | 84,93 %           |
| Männer                                 | 32.977            | 89,13 %           |
| Frauen                                 | 27.214            | 80,35 %           |
| STADT GESAMT                           | 12.017            | 95,40 %           |
| Stadt-Männer                           | 6.245             | 95,86 %           |
| Stadt-Frauen                           | 5.772             | 94,92 %           |
| LAND GESAMT                            | 48.174            | 82,67 %           |
| Land-Männer                            | 26.732            | 87,69 %           |
| Land-Frauen                            | 21.442            | 77,16 %           |
| Quelle: Ergebnis der Volkszählung 2011 |                   |                   |

## Verwaltung
Der Distrikt war bei der letzten Volkszählung 2011 in drei Sub-Divisions (C.D. Blocks) aufgeteilt.:
| Bevölkerung in den Sub-Divisions |        |         |               |               |          |          |
|                                  | Reiek  | Reiek   | West Phaileng | West Phaileng | Zawlnuam | Zawlnuam |
| Anzahl                           | Anteil | Anzahl  | Anteil        | Anzahl        | Anteil   |          |
| GESAMT                           | 17.867 | 100 %   | 21.309        | 100 %         | 47.188   | 100 %    |
| Männer                           | 9.119  | 51,04 % | 11.232        | 52,71 %       | 24.477   | 51,87 %  |
| Frauen                           | 8.748  | 48,96 % | 10.077        | 47,29 %       | 22.711   | 48,13 %  |
| Stadt                            | 3.282  | 18,37 % | 0             | 0 %           | 11.617   | 24,62 %  |
| Land                             | 14.585 | 81,63 % | 21.309        | 100 %         | 35.571   | 75,38 %  |